# 朱相远
朱相远（1937年12月—），男，汉族，江苏滨海人，中华人民共和国政治人物，研究员，中国民主建国会会员，中国共产党党员。曾任民建中央副主席、民建北京市委主委，第八届全国政协委员。

## 生平
1998年3月，第九届全国人大第一次会议上，他当选全国人民代表大会常务委员会委员。2002年12月，中国民主建国会第八次全国代表大会在北京召开，他出任副主席。